# Orbassano
Orbassano – miejscowość i gmina we Włoszech, w regionie Piemont, w prowincji Turyn.
Według danych na rok 2004 gminę zamieszkiwały 21 563 osoby, 980,1 os./km².

## Miasto partnerskie
Ełk,  Polska